# Josele Garza
Josele Garza (ur. 15 marca 1962 roku w Meksyku) – meksykański kierowca wyścigowy.

## Kariera
Garza rozpoczął karierę w międzynarodowych wyścigach samochodowych w 1980 roku od startów w Amerykańskiej Formule Super Vee Robert Bosch/Valvoline Championship, gdzie pięciokrotnie stawał na podium i odniósł jedno zwycięstwo. Uzbierane 108 punktów pozwoliło mu zdobyć tytuł wicemistrza serii. W późniejszym okresie Meksykanin pojawiał się także w stawce Indy Car World Series, USAC Gold Crown Championship, Atlantic Championship, IMSA Camel GT Championship, Australian Drivers' Championship oraz Północnoamerykańskiej Formuły Mondial.
W Champ Car Garza startował w latach 1981-1987. Najlepszy wynik Meksykanin osiągnął w ostatnim sezonie startów, kiedy z dorobkiem 46 punktów został sklasyfikowany na jedenastej pozycji w końcowej klasyfikacji kierowców.